# سفرنامه آلمانی
سفرنامه آلمانْی با عنوان اصلی از خراسان تا بختیاری سفرنامهٔ سیاحی فرانسوی به نام هانری رنه دالمانی به ایران است. در این کتاب به تاریخ و فرهنگ ایران در حوالی سال ۱۹۰۰ میلادی پرداخته شده‌است.
این اثر فرانسوی توسط غلامرضا سمیعی به فارسی ترجمه و توسط انتشارات دانش‌پژوه چاپ شده است.

## یادداشت
1. ↑  Du Khorassan au pays des Backhtiaris: trois mois de voyage en Perse
2. ↑  Henry-René d'Allemagne